# 2003 în artă
← 2000 în artă — 2001 în artă — 2002 în artă ——  2003 în artă  —— 2004 în artă — 2005 în artă — 2006 în artă —
2003 în artă implică o serie de evenimente:

## Premii

### Premii oriunde
- Premiul Archibald – Archibald Prize -
- Premiul Beck's Futures – Beck's Futures -
- Premiul Hugo Boss – Hugo Boss Prize –
- Premiul John Moores Painting - John Moores Painting Prize
- Premiul Turner – Turner Prize – Keith Tyson
- Premiul Wynne – Wynne Prize - Angus Nivision pentru Remembering Rain

## Decese

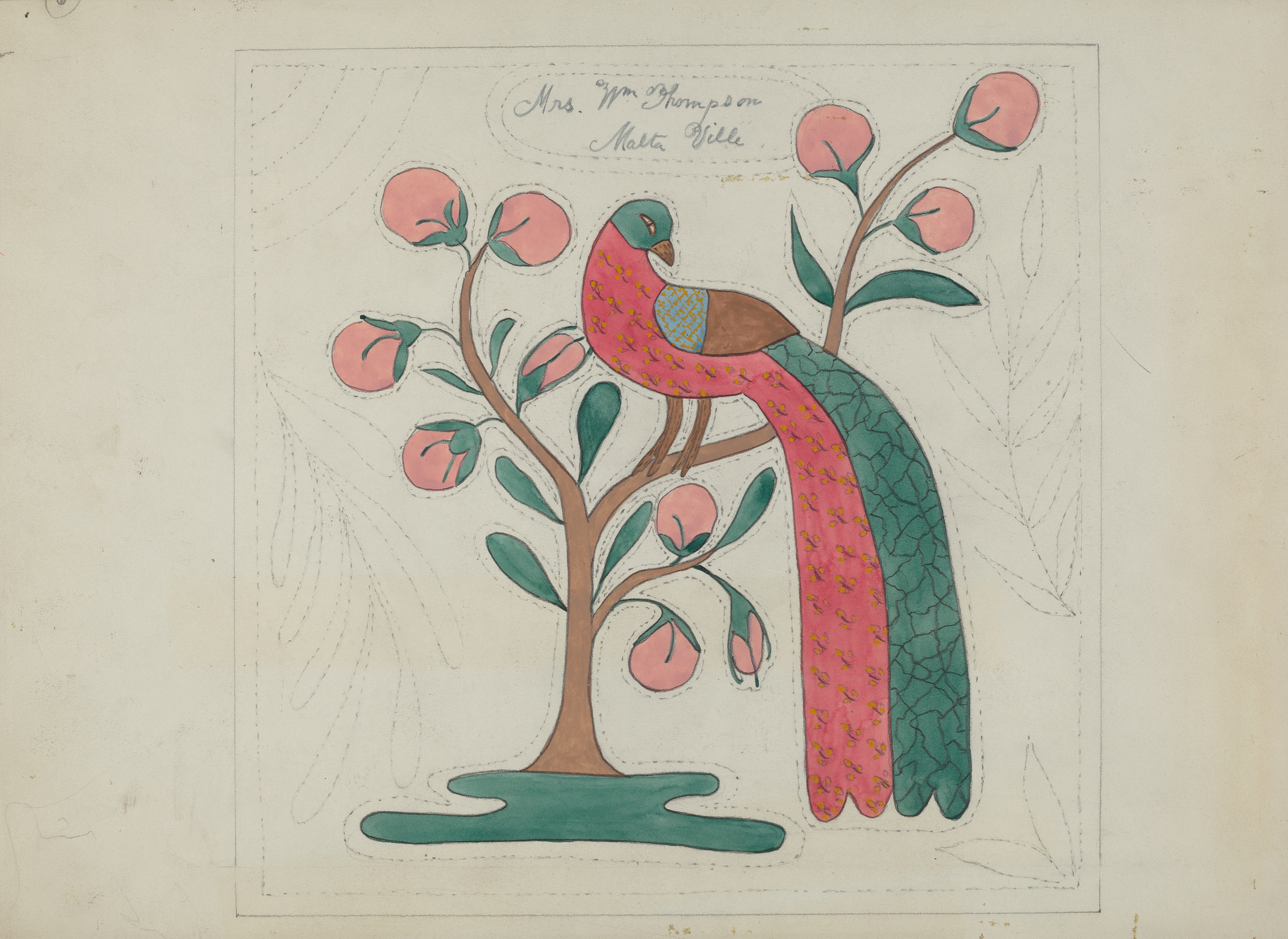
1936 — Mildred M. Prince (1912 - 2002), Applique Quilt, circa 1936, NGA 27172 (acuarelă și grafit pe hârtie) – lucrare aflată la National Gallery of Art

- 1 ianuarie
- 19 ianuarie
- 31 ianuarie
- 6 februarie  —
- 21 martie —
- 3 septembrie —
- 10 septembrie —
- 3 noiembrie —
- 15 noiembrie –
- 12 decembrie

## Galerie de imagini (lucrări din 2003)
- Lucrări reprezentative